# Білий хрест ЗСУ

«Хрест ЗСУ» — знак візуальної бойової ідентифікації, використовуваний на техніці ЗСУ під час Харківського контрнаступу.Раніше під час АТО техніка ЗСУ маркувалася двома білими смугами через увесь корпус але це було не практично тому з часом перейшли на хрести які легше та зручніше малювати в польових умовах.
Зазвичай наноситься білою фарбою на військову техніку, але колір може бути іншим: наприклад, жовтим чи блакитним. В інтернеті може позначатись як ✙, ➕, чи рідше ⛨ або ✛.

## Історія
Хрест з'явився на початку вересня разом із початком Харківського контрнаступу ЗСУ та одразу набув популярності в соцмережах як символ контрнаступу та бойового успіху українського війська, завдяки стрімкості розгрому російських військ на Харківщині.

## Історичні паралелі

### Козацький хрест
«Хрест ЗСУ» нагадує козацький хрест, один із символів, які найчастіше зображували на козацьких прапорах. Він був одним з елементів герба засновника Запорозької Січі Дмитра «Байди» Вишневецького. Його ми бачимо на прапорі Богдана Хмельницького, на прапорах Київського та інших полків Війська Запорозького. Слід зауважити, що на козацьких корогвах були не лише класичні козацькі хрести, але й прямі грецькі, повністю подібні до «хреста ЗСУ».

### Залізний хрест УНР
Залізний хрест УНР — єдина бойова відзнака Армії УНР. Цим орденом нагороджували воїнів Української Народної Республіки, які брали участь в Першому зимовому поході проти Збройних сил Півдня Росії та РСФСР в 1919–1920-х роках.

### Битва під Оршею
Український історик Олександр Алфьоров звернув увагу на те, що звільнення Балаклії — міста, з якого почався Харківський контрнаступ, відбулось 8 вересня, через рівно 508 років після знаменної битви під Оршею 1514 року, де польське й литовсько-руське військо під проводом Костянтина Острозького розгромило армію московитян.

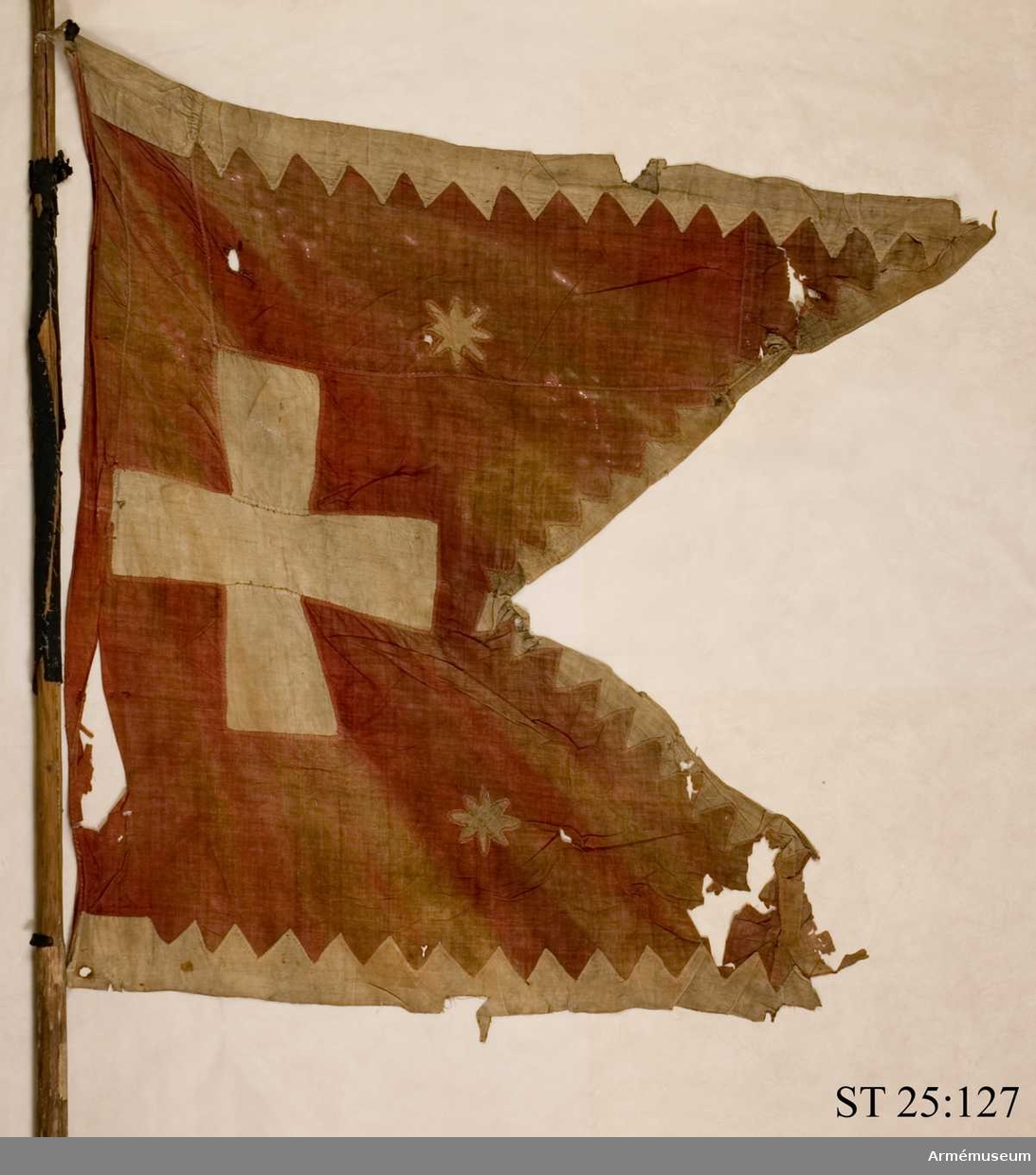
Класичний козацький хрест
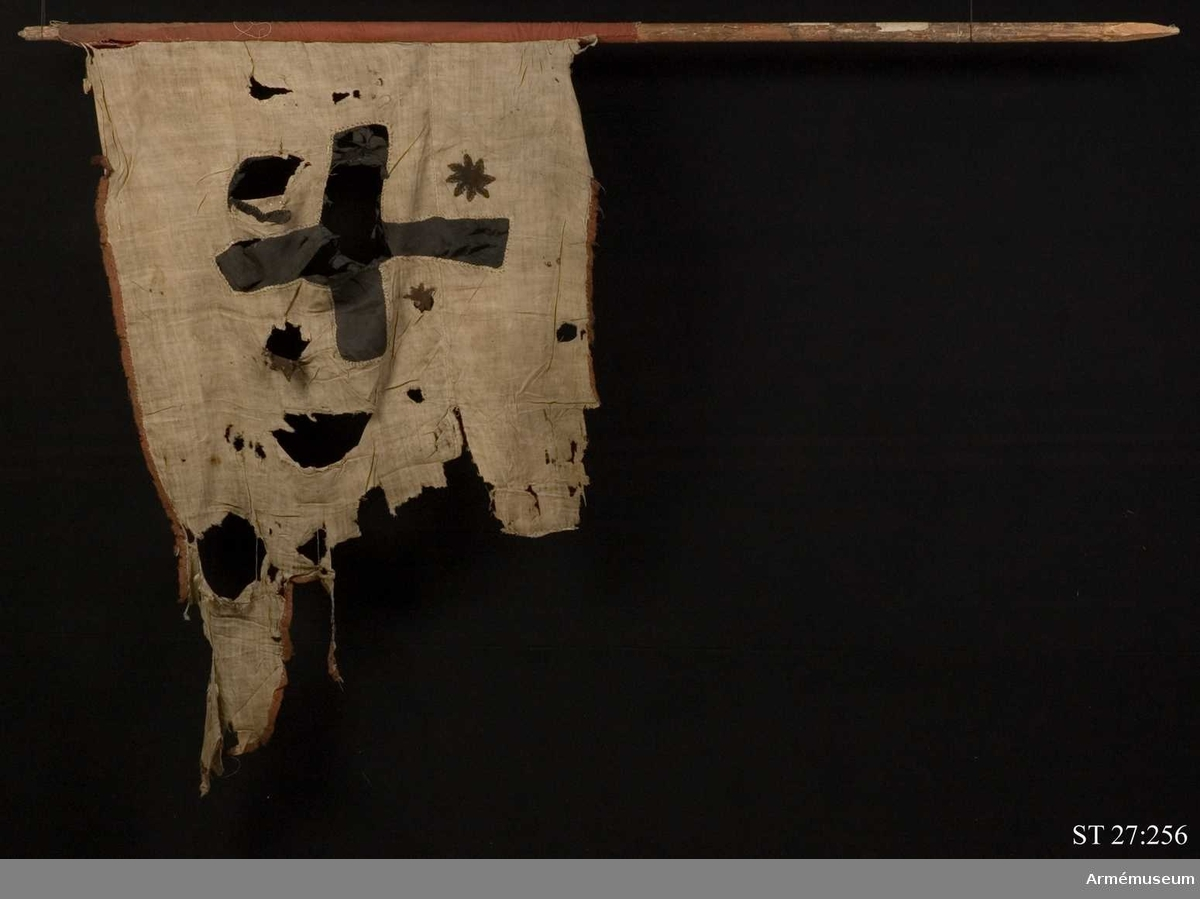
Хоругва з прямим хрестом
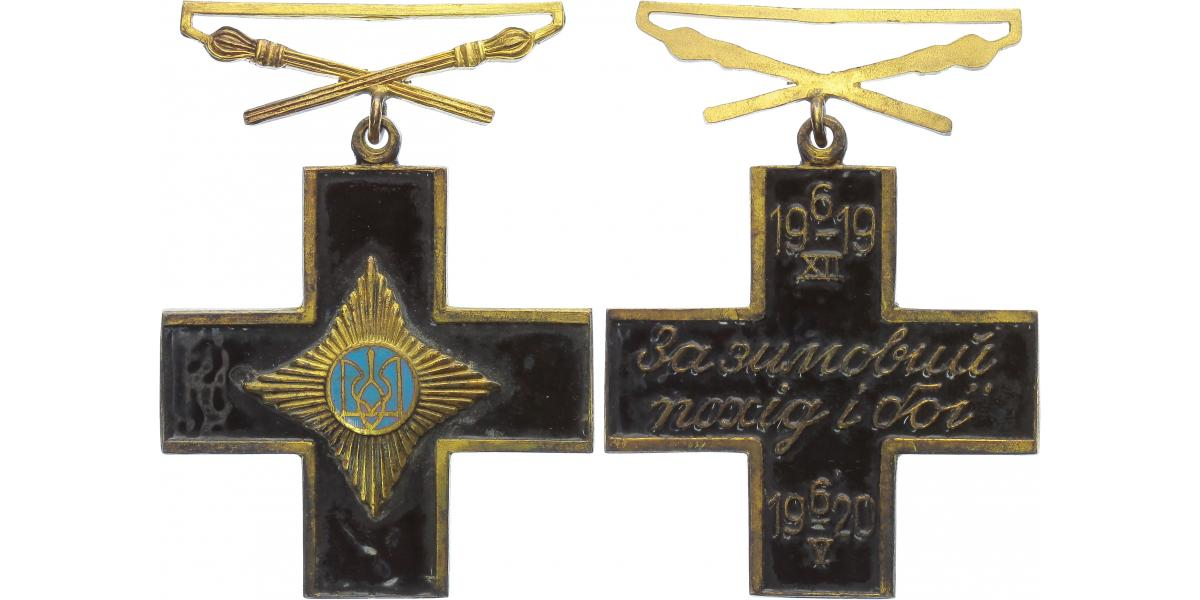
Залізний хрест УНР

### Подібні військові маркування
Використання подібних хрестів на техніці використовувала Німеччина на початку 2-ї світової війни (восени 1939 р. замість нього почали використовувати балковий хрест), Угорщина протягом Другої світової війни та Вірменія протягом Війни в Нагірному Карабасі (2020).

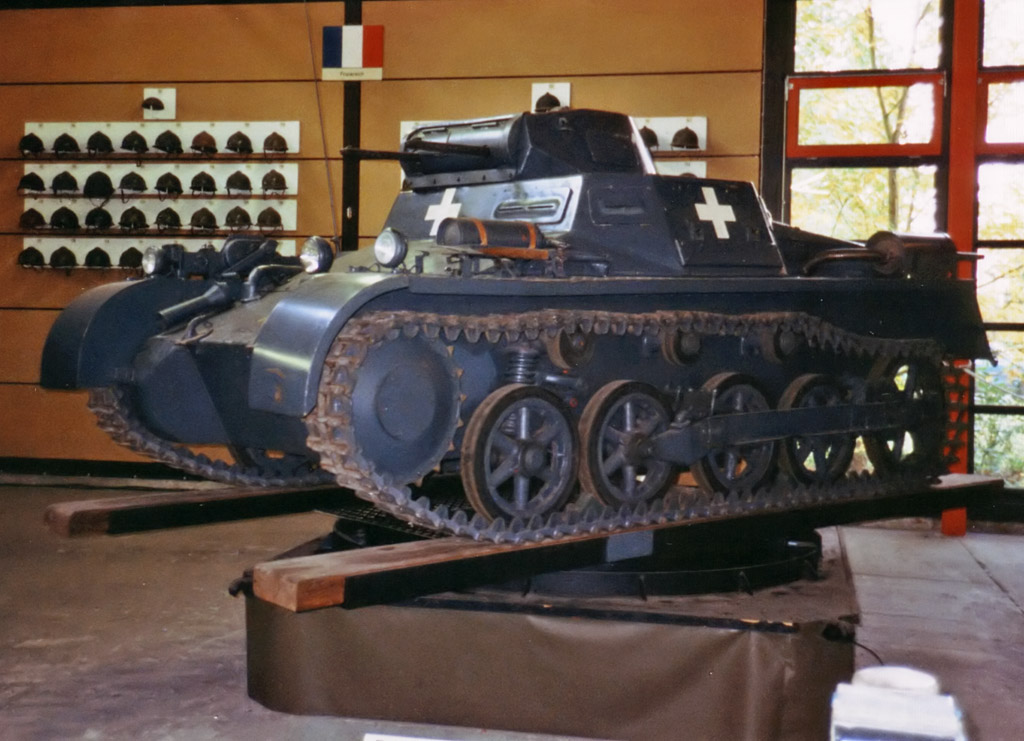
Німецький танк з символами, які використовувалися до осені 1939 р.
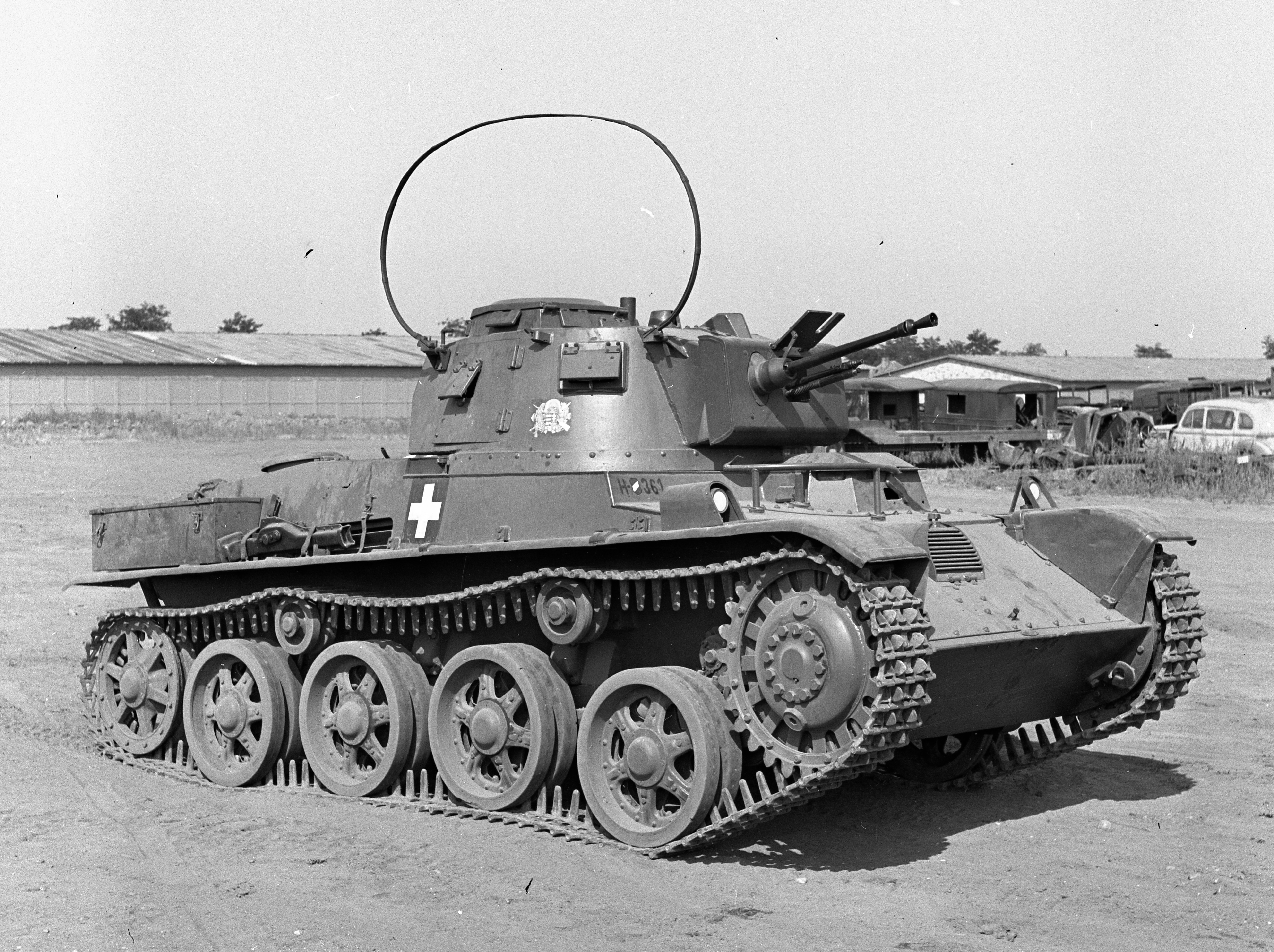
Угорський Toldi, 1943
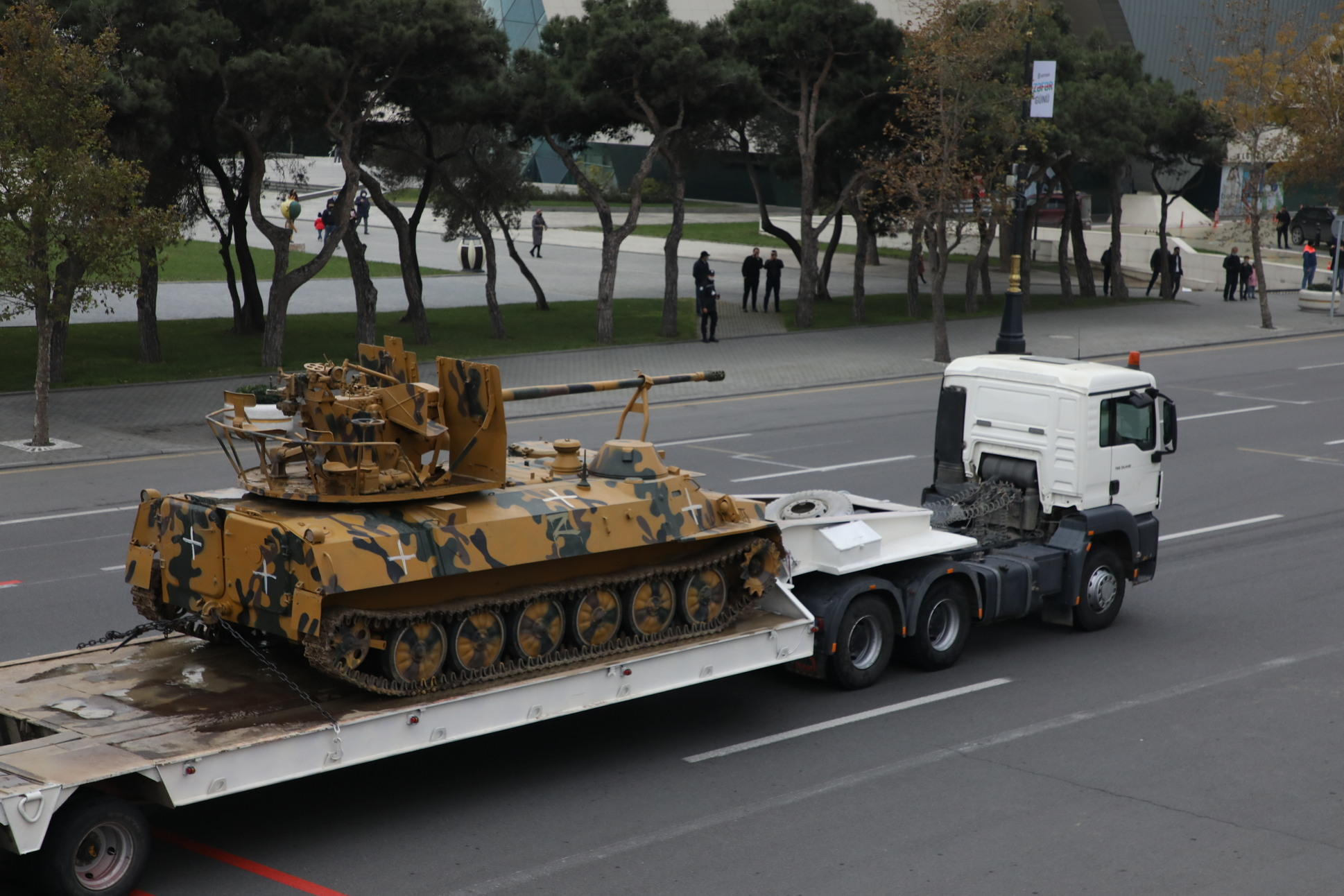
Трофейний вірменський МТ-ЛБ в Баку

## Галерея

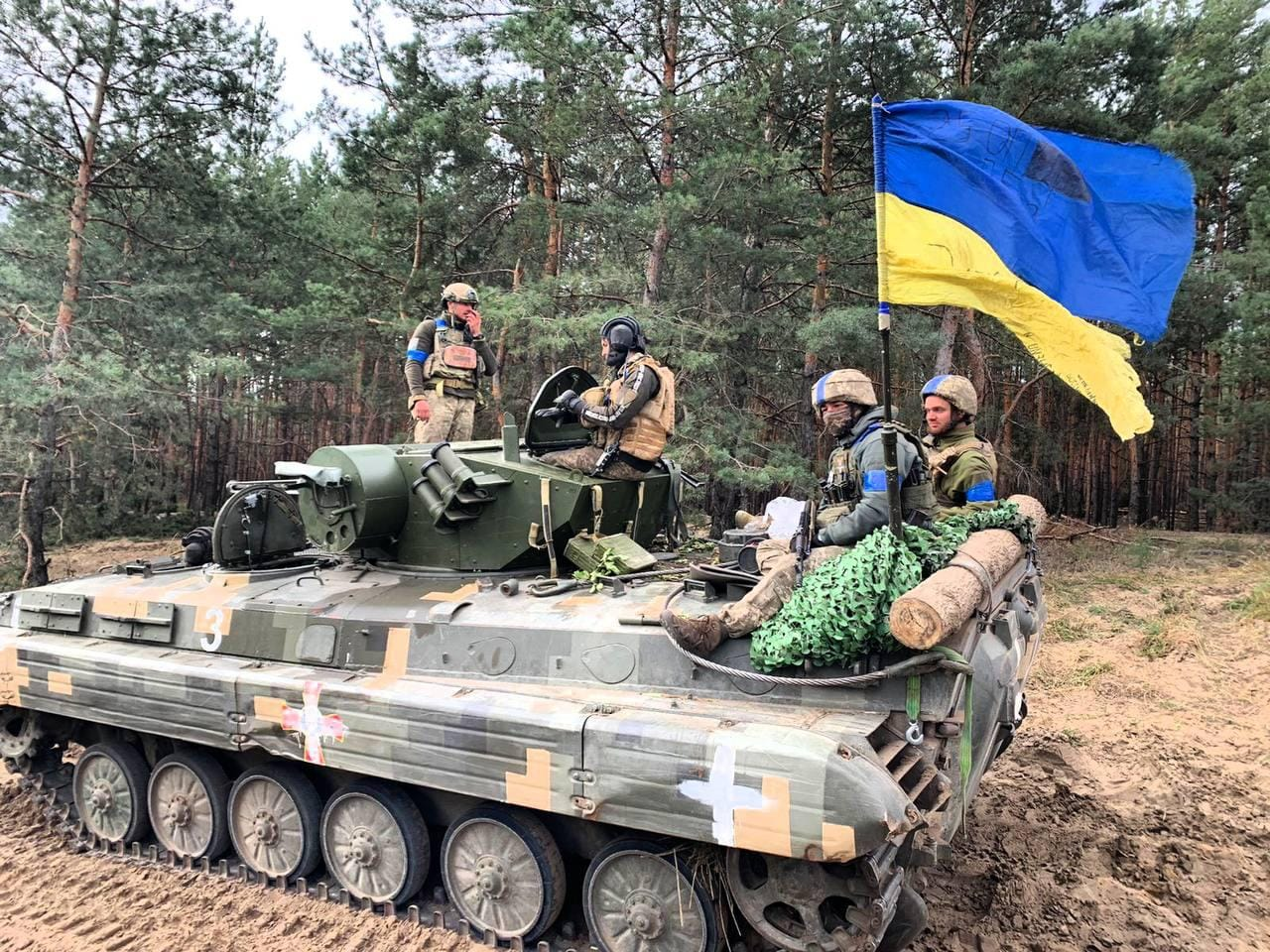
БМП-1ТС 25-ї ОПДБр
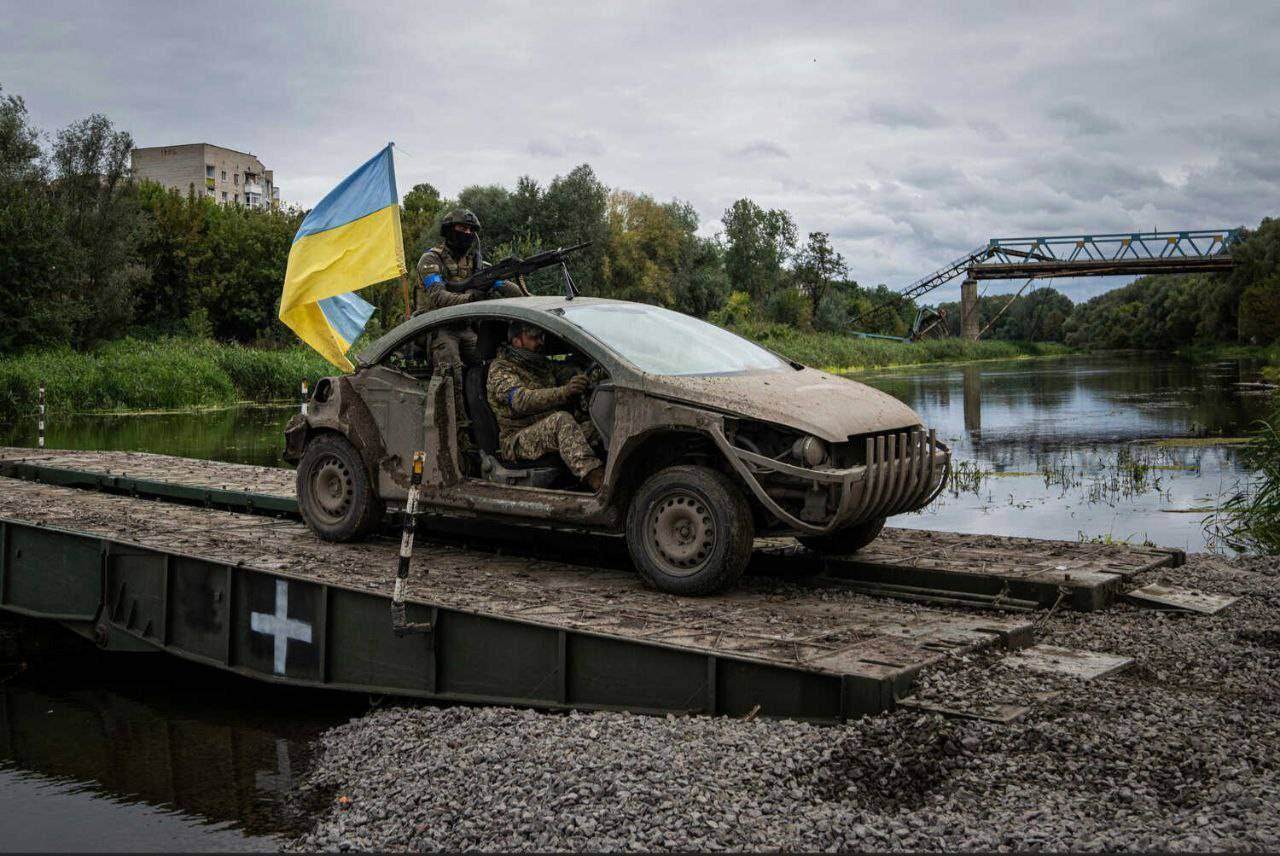
Імпровізована бойова машина на механізованому мості
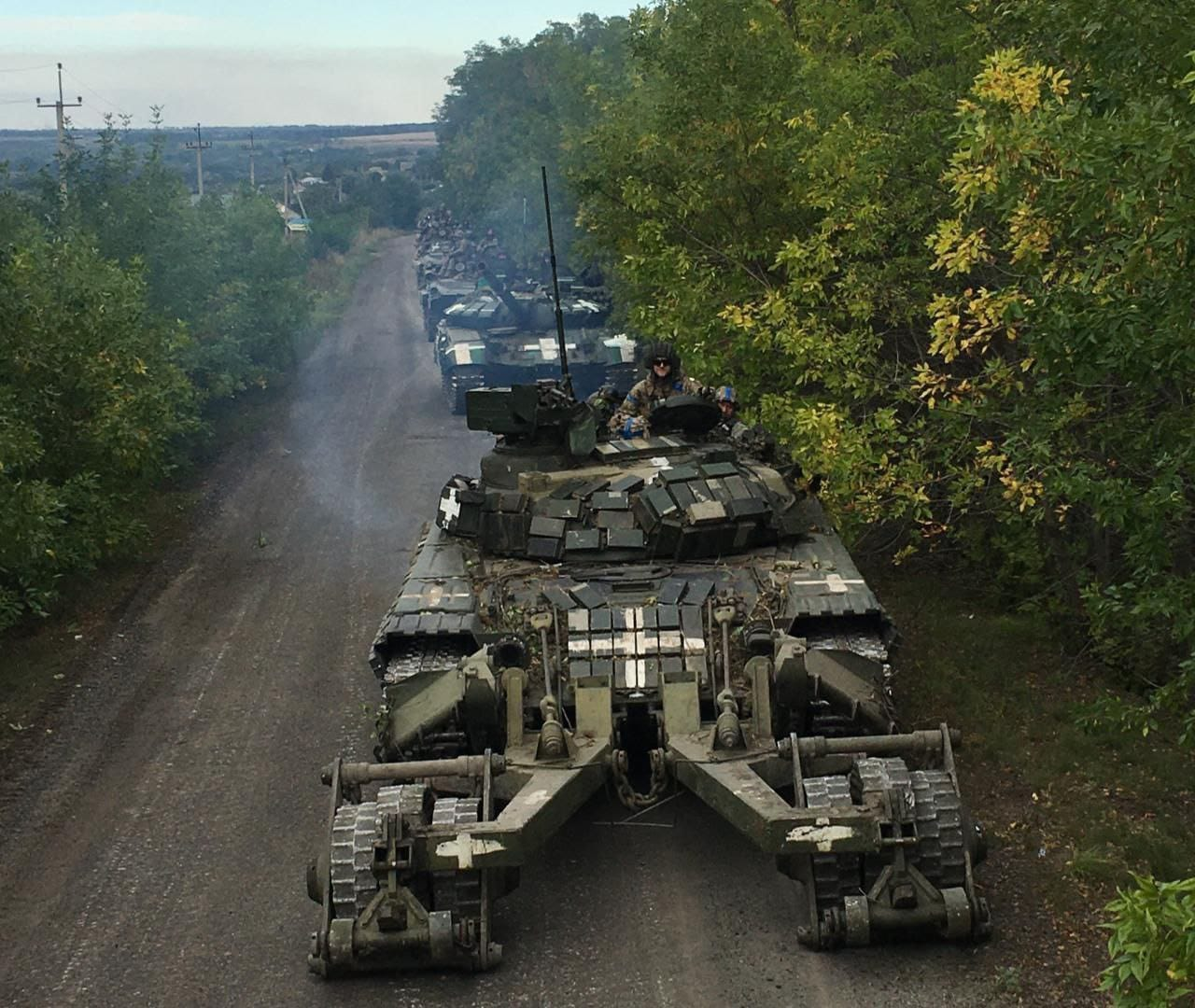
Білі хрести на імпровізованому тральщику та трофейному Т-72Б3